# Phyllomys dasythrix
Phyllomys dasythrix е вид бозайник от семейство Бодливи плъхове (Echimyidae).

## Разпространение
Видът е разпространен в Бразилия.